# Aguilar (editorial)
La editorial Aguilar fue una empresa española creada en 1923 en Madrid por Manuel Aguilar Muñoz; quebró en 1982 y cuatro años más tarde fue adquirida por el grupo Timón; desde 2014 es un sello de Penguin Random House.

## Historia
Fue creada con un préstamo otorgado a Manuel Aguilar por el librero e impresor Juan Pueyo y se llamó en primer lugar "M. Aguilar, editor" y posteriormente "Aguilar, S. A. de Ediciones". Manuel Aguilar la dirigió hasta su muerte en 1965, siendo sustituido hasta 1986 por su sobrino Carlos Aguilar González.
En ella trabajaron destacados intelectuales como Federico Carlos Sainz de Robles y Arturo del Hoyo, así como los traductores, escritores y críticos Rafael Cansinos-Asséns, José Méndez Herrera, Amando Lázaro Ros, Julio Gómez de la Serna, Luis Astrana Marín, José María de Cossío, Lorenzo Riber, Blanca de los Ríos, Agustín Caballero, José Miguel Velloso, Luis Jiménez Martos y otros muchos. La esposa de Manuel Aguilar, Rebecca Arié, fue la responsable directa de labores administrativas en los comienzos de la editorial y consultora perenne de las decisiones más importantes en la historia de Aguilar. Su primer título fue la trilogía La muerte y su misterio (1923, con una primera edición en 1921) de Camille Flammarion, traducida por su amigo José María Meliá Bernabéu, de la que vendió en un trimestre nueve mil ejemplares, cuando de una novela de Pío Baroja se vendían unos tres mil. En 1924 compró en Londres los derechos de Edgar Wallace, y se hace después con los de George Bernard Shaw y H. G. Wells. Edita los libros de Celia, el famoso personaje de Elena Fortún, e hizo, además, la primera edición completa en español de El capital, de Karl Marx.
Pasada la guerra, Aguilar tuvo que empezar de cero otra vez: compró los derechos de las obras de Benito Pérez Galdós y luego los de Jacinto Benavente y optó como vía adicional de distribución por la venta directa al público, valiéndose con frecuencia de maestros y funcionarios excarcelados, inventó la cuenta corriente de librería (comienzo de lo que será después venta de libros a plazos), abrió dos librerías en las calles de Serrano y de Goya en Madrid y emprende nuevas colecciones, centradas, esta vez, en otras disciplinas científicas, como la Biblioteca de Ciencias Económicas y Sociales y la Colección de Ciencia y Técnica. A partir de 1946, su decisión de expandirse a América Latina creando una filial en Buenos Aires le reporta nuevos logros, y poco después ensancha su producción en Bogotá, Ciudad de México, Montevideo, Caracas… En 1954, aparece otro proyecto destacado, la creación de una sección cartográfica que elabora el Atlas Universal Aguilar, seguido de varios volúmenes como el Atlas Medio, Universal y de España y el Histórico. 

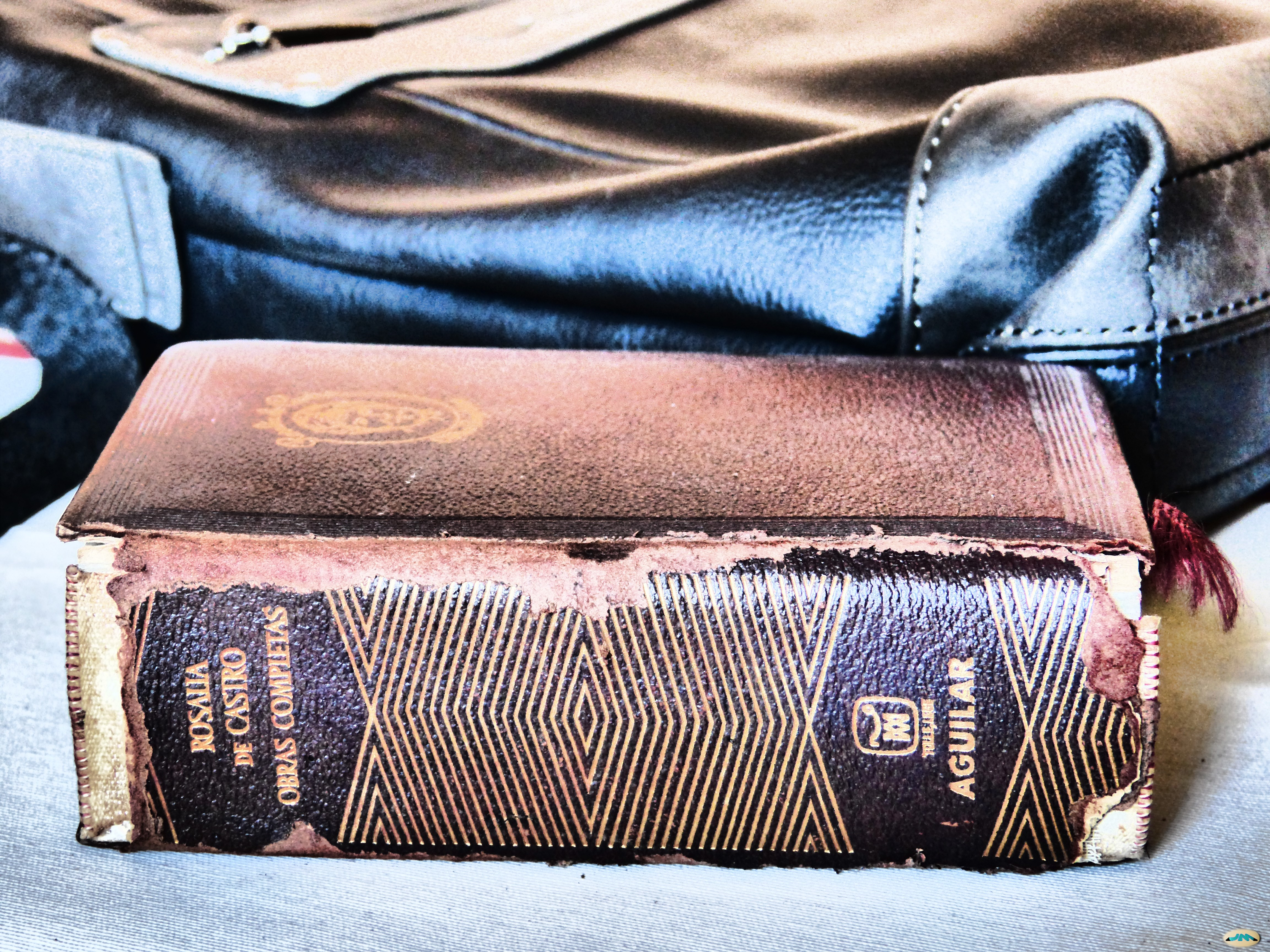
Obras completas de Rosalía de Castro.

Entre las obras publicadas por su editorial, siempre en una cuidada encuadernación de cuero, con un característico papel biblia (el mismo papel de fumar fabricado en Alcoy) y el anagrama editorial de una lamparilla de aceite con el lema Tolle, lege, y lidiando con la feroz censura, destacan las ediciones, supervisadas por Arturo del Hoyo, de Obras completas de Federico García Lorca (1955), con prólogo de Jorge Guillén, probablemente su mayor éxito, pero que solo pudo aparecer sin estragos de censura en su vigésimo-segunda salida; la de Obras selectas -la censura impidió que fueran completas- de Miguel Hernández (1952), en la que intervino Vicente Aleixandre; las de Obras completas de Benito Pérez Galdós, de Tirso de Molina, de Azorín, de Baltasar Gracián y de muchos otros. Importantes fueron también las colecciones, iniciadas en 1928, de Obras Eternas (que incluye no solo las de Miguel de Cervantes, publicadas en ese mismo año de 1928, sino las de William Shakespeare, traducidas por Luis Astrana Marín, y las de Oscar Wilde, Francisco de Quevedo, Fedor Dostoievski y Santa Teresa de Jesús; la Biblioteca de Autores Modernos -Simone de Beauvoir y Mark Twain, entre otros-, y la Colección Joya. Después emprende la Biblioteca de Premios Nobel, donde se encuentra, por ejemplo, la poesía de Pablo Neruda, y en 1943 diseñó y creó la Colección Crisol, de bolsillo, encuadernada en piel (azul para teatro; verde para poesía; rojo para biografías, viajes, novelas… y, por último, en corinto, los ensayos y otros temas religiosos, históricos, filosóficos), de la que se publicaron cuatrocientos títulos a lo largo de quince años, empezando por el de Disraeli (1943), y la serie Especial Crisolín, tomitos de 8 por 6 cm que actualmente son muy apreciados por los bibliófilos. También se aproximó a la literatura infantil y juvenil con la creación en 1955 de la colección «El Globo de Colores», dirigida por Antonio Jiménez-Landi.
En 1963 Manuel Aguilar escribió Una experiencia editorial, su autobiografía como editor, y murió de cáncer en 1965; quedó como director gerente de la empresa su sobrino Carlos Aguilar González. En los años 70, Aguilar contaba con sedes en Santiago de Chile, Ciudad de México, Montevideo y Buenos Aires, pero una década después la crisis del mercado editorial español en Latinoamérica obligó a Carlos Aguilar a presentar suspensión de pagos en diciembre de 1982. 
En marzo de 1986, la editorial fue adquirida por el grupo editorial Timón, dirigido por Ignacio Cardenal, que asumió las deudas acumuladas a causa de la crisis económica. En 2014 fue integrada en Penguin Random House Grupo Editorial.